# Sister City
Sister City est le cinquième épisode de la saison 2 de Parks and Recreation et le onzième en général de la série. Il a été diffusé sur NBC aux États-Unis. Dans cet épisode, Leslie accueille une délégation Vénézuélienne qui agit de façon irrespectueuse envers les Pawnees et les États-Unis.
L'épisode a été écrit par Alan Yang et dirigé par le co-créateur de la série Michael Schur. Dans cet épisode on note la présence de l'artiste du  Saturday Night Live, Fred Armisen en tant que Raul, le chef de la délégation Vénézuélienne. Selon Nielsen Media Research, l'épisode a été regardé par 4,69 millions de ménages de téléspectateurs. L'épisode a reçu des critiques positives en général.

## Intrigue
Leslie (Amy Poehler) et le service des parcs de Pawnee se préparent pour une visite des responsables du service des parcs de Boraqua, la ville sœur de Pawnee au Venezuela. Leslie prévient ses collègues que les représentants du gouvernement Vénézuélien  seront probablement des gens pauvres et simples. Plus tard, la délégation Vénézuélienne arrive, dirigée par le vice-directeur du département des parcs Raul Alejandro Bastilla Pedro de Veloso de Morana, Antonio, Jhonny et Elvis. Il y a tout de suite des affrontements culturels, comme lorsqu'ils prennent Tom (Aziz Ansari) pour un serviteur et lui ordonnent de prendre leurs sacs. Ils croient aussi, à tort, qu'ils peuvent choisir n'importe quelle femme avec qui avoir des rapports sexuels ; ils favorisent tous Donna (Retta). Raul et Leslie échangent des cadeaux lors d'une fête de bienvenue, où Raul et les Vénézuéliens agissent avec condescendance envers les habitants de Pawnee, faisant des remarques offensantes sur la ville et se moquant des cadeaux que Leslie leur offre. Ils continuent de donner des ordres à Tom, qui les suit parce qu'ils lui donnent de gros pourboires en espèces.
Le stagiaire vénézuélien Jhonny (JC Gonzalez) tombe amoureux d'April Ludgate (Aubrey Plaza), qui le convainc qu'elle est redoutée et très puissante. Jhonny est fou amoureux d'April. Il envoie sa voiture pour aller la chercher mais elle l’utilise pour aller au cinéma avec ses amis. Pendant ce temps, Leslie dit aux Vénézuéliens qu'elle cherche à amasser 35 000 $ pour combler une fosse afin de construire un parc. Raul et ses collègues se mettent à rire en lui disant qu'ils ont tellement d'argent avec le pétrole qu'ils peuvent construire ce qu'ils veulent. Leslie, qui est de plus en plus ennuyée par les Vénézuéliens, décide de les emmener dans le plus beau parc de Pawnee avec l'espoir de les impressionner. Au lieu de cela, ils sont dégoûtés, et Raul confond le parc avec la fosse susmentionnée. Leslie les emmène plus tard à une réunion publique pour leur montrer la démocratie en action, mais des citoyens en colère et agacés s’en prennent à Leslie. Un Raul non impressionné se demande où sont les soldats pour emmener les manifestants en prison. Quand Raul dit à Leslie qu'ils vivent comme des rois au Venezuela et qu'ils n'ont de comptes à rendre à personne, elle explose de colère, insultant leurs uniformes et Hugo Chavez. Les Vénézuéliens partent en trombe.
Leslie convoque une réunion et s'excuse auprès de Raul, qui à son tour s'excuse et offre à Leslie un chèque de 35 000 $ pour remplir la fosse. Leslie a peur que ce soit de « l'argent sale », mais accepte. Au cours d'une séance de photos plus tard, Raul met en place une caméra vidéo et demande à Leslie de dire « Viva Venezuela » et « Viva Chavez ». Leslie le fait à contrecœur. Quand Raul commence à parler espagnol à la caméra, Leslie demande à April de traduire et apprend que Raul est en train de discuter de son « Comité d'humiliation et de Honte à l'Amérique ». Une furieuse Leslie déchire le chèque de 35 000 $ et crie « Vive l'Amérique », incitant Raul à déclarer que Pawnee n'est plus leur ville sœur et s'en aller. Leslie insiste pour dire qu'elle amassera de l'argent pour construire le parc sans eux et Tom, inspiré par son exemple, met secrètement tout l'argent des pourboires qu'il a obtenu des Vénézuéliens dans le pot de donation du parc. L'épisode se termine avec Leslie et Tom recevant une vidéo en ligne venant d'April, leur disant qu'elle et Donna sont en vacances avec Jhonny (JC Gonzalez) dans son palais vénézuélien, qui est surveillé par des soldats.

## Production
Sister City a été écrit par Alan Yang et réalisé par le co-créateur de la série Michael Schur. L'épisode met en vedette l'humoriste Fred Armisen dans le rôle de Raul, le directeur adjoint d'un département des parcs vénézuéliens. Armisen était membre de la distribution de l'émission de sketchs comiques de NBC, Saturday Night Live, où il a déjà travaillé avec l'artiste Poehler et l'écrivain Schur. Armisen a déjà joué des personnages vénézuéliens et a déjà imité le président du Venezuela Hugo Chavez dans Saturday Night Live.Armisen dit qu'il est entré dans le personnage en pensant à son oncle, qui est originaire du Venezuela. Mais il dit que «ce n'était pas une performance difficile parce que la plus grande partie de la blague est l'uniforme qui comprenait une veste de style militaire avec des médailles, un béret rouge et une ceinture avec les couleurs du drapeau du Venezuela». L'uniforme comprenait également un sceau fictif conçu par Schur, qui comprenait une image de Chavez, des mitrailleuses, une tour de pétrole, un lion et un perroquet
Schur dit de l'intrigue de l'épisode : « Ils sont très confus parce qu'au Venezuela, le gouvernement est si puissant. Leur département des parcs voyagent avec des escortes militaires et des cortèges. Ils ont tout l'argent du monde en raison de leur pétrole et ils ne comprennent pas pourquoi le département des parcs de Pawnees est si rinky-dink ». Fan de Parks and recreation depuis sa création, Armisen dit qu'il se mit à rire dès qu'il a lu le script, et il a trouvé encore plus drôle au cours de la lecture autour de la table avec l'équipe. Après avoir travaillé avec Armisen, Rashida Jones le décrit comme « l'une des personnes les plus drôles sur la planète »
En moins d'une semaine de l'épisode de l'émission originale, trois scènes supprimées à partir de Sister City ont été mises à disposition sur le site officiel de Parks and Recreation. Dans les cent premières secondes du clip, Ron parle de sa haine pour le socialisme, et Raul dit qu'il craint Ron à cause de sa moustache, qu'il a dit lui permet de « vivre dans la peur » (à plusieurs reprises de dire le mot 'moustache'). Dans la deuxième minute de long clip, Raul discute les médailles qu'il a reçues pour ses parcs réalisations dans le domaine, y compris « en faisant disparaître les gens à faire des discours dans les parcs », « l'organisation de la poubelle donc ce n'est pas tous sur la place » et « en regardant les feuilles ». Dans le 302e clip, Raul et Vénézuéliens question de savoir pourquoi Leslie ne dispose pas d'un géant de la peinture à l'huile d'elle-même dans son bureau. Après sa plaidoirie finale avec Leslie, Tom refuse de suivre de Raul ordre d'ouvrir la porte pour lui, et Raul a de la difficulté à ouvrir, car « il a été un moment depuis que j'ai fait cela ».

## Références culturelles

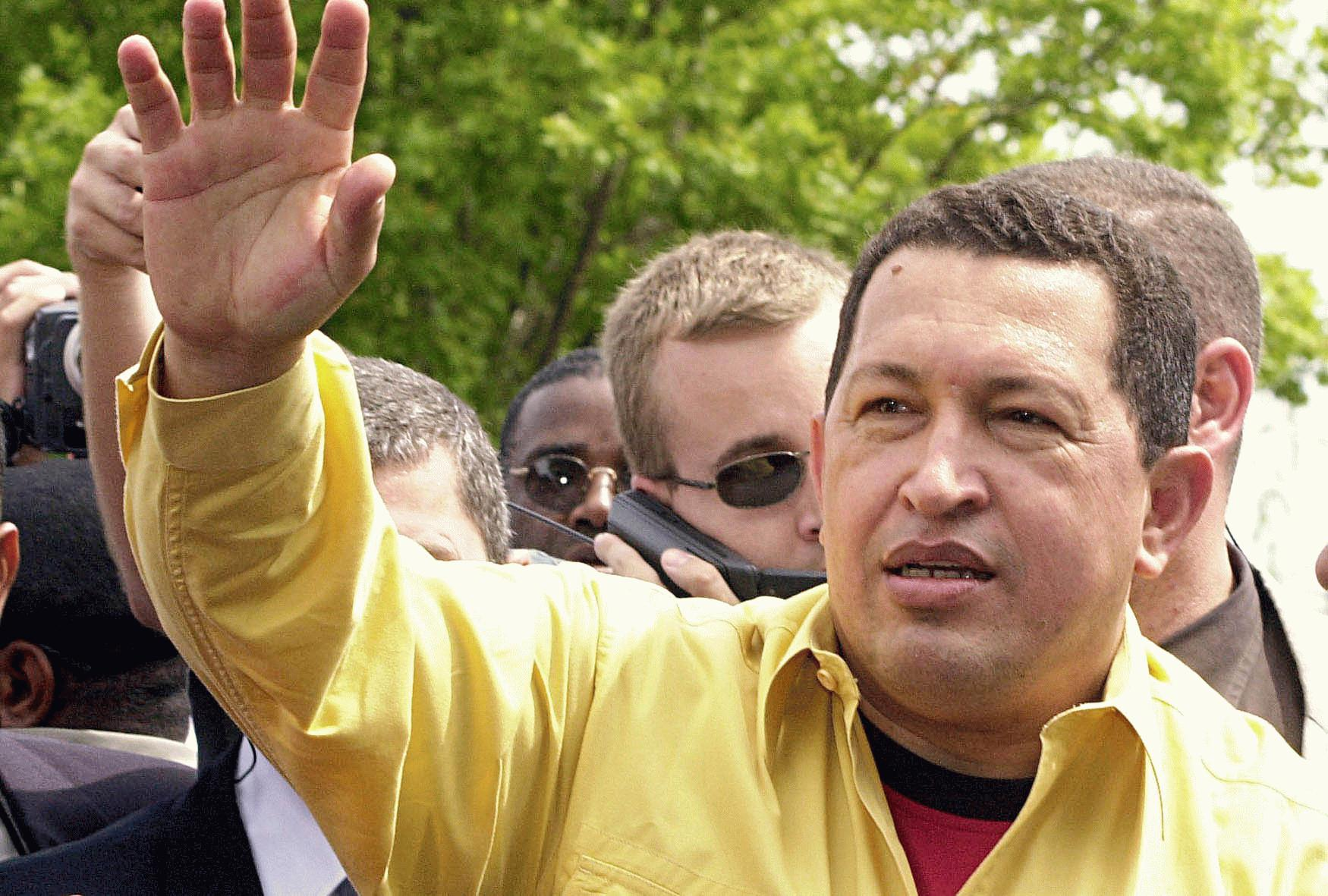
Hugo Chavez (en photo), président du Venezuela, est dépeint sous un jour négatif dans Sister City.